# Tiberius Claudius Tricorusius
Tiberius Claudius Tricorusius war ein im 1. Jahrhundert n. Chr. lebender Angehöriger des römischen Ritterstandes (Eques).
Durch eine Inschrift in griechischer Sprache, die in Eleusis gefunden wurde, ist belegt, dass Tricorusius Praefectus fabrum (ἔπαρχον ἀρχιτεκτόνων) und Kommandeur (Präfekt) einer Cohors II Hispanorum (ἔπαρχον σπείρης Ἱσπανῶν δευτέρας) war.

## Cohors II Hispanorum
Es gab mehrere Einheiten mit dieser Bezeichnung (siehe Cohors II Hispanorum). Margaret M. Roxan und John Spaul ordnen Tricorusius der Cohors II Hispanorum (Galatia et Cappadocia) zu, die in der Provinz Galatia et Cappadocia stationiert war. Florian Matei-Popescu, Ovidiu Țentea ordnen ihn dagegen der Cohors II Hispanorum (Dacia Porolissensis) zu, die im 1. Jhd. u. a. in der Provinz Moesia superior und im 2. Jhd. in Dacia Porolissensis stationiert war.

## Datierung
Die Inschrift wird bei der Epigraphik-Datenbank Clauss-Slaby auf 69/79 datiert.